# Бирон, Луиза Карловна
Графиня Луиза Карловна Виельгорская, урождённая Бирон (14 (25) июля 1791 — 6 (18) февраля 1853) — фрейлина, кавалерственная дама ордена Святой Екатерины; жена графа М. Ю. Виельгорского. Владелица мызы Павлино на Петергофской дороге.

## Биография
Дочь принца Карла Эрнста Бирона (1728—1801) от брака его с польской княжной Аполлонией Понинской (1760—1800). По отцу внучка фаворита императрицы Анны Иоанновны Э. И. Бирона; по матери — племянница пророссийски настроенного магната Адама Понинского.
После смерти матери вместе с младшей сестрой Екатериной (1793—1813) была принята в Смольный институт благородных девиц (выпуск 1809 года); а после его окончания взята в 1810 году во фрейлины императрицы Марии Фёдоровны. Императрица покровительствовала сестрам Бирон и старалась устроить их судьбу. В 1812 году она способствовала браку Екатерины Бирон с графом Михаилом Юрьевичем Виельгорским (1788—1856). Брак их был недолгим, в начале 1813 года жена Виельгорского умерла при родах.
В период жизни при дворе у Луизы Бирон был серьёзный роман. Она была влюблена в камергера П. Л. Давыдова, уже женатого, и это не скрылось от зорких глаз придворных. Статс-секретарь Г. И. Вилламов, очень симпатизирующей Луизе, в своем дневнике за 1810 год сожалел об её увлечении.
11 (23) апреля 1816 году Луиза Бирон вступила в брак с вдовцом Виельгорским. Из-за романтического характера невесты, которая к тому же не испросила дозволения у императрицы на своё замужество, венчание было совершено тайно в православном храме села Ульянки под Петергофом. Брак их по церковным правилам считался противозаконным и вызвал много шума в обществе, но несмотря на неудовольствие двора, влюбленным было разрешено венчаться ещё раз по католическому обряду. Для чего они покинули Петербург и 18 июня 1816 года обвенчались в католическом костеле в Освее.

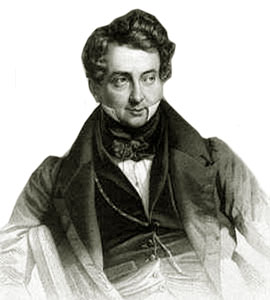
Граф Михаил Виельгорский

Летом 1819 года из-за финансовых трудностей супруги вынуждены были уехать в имение графини село Фатеевку (позднее «Луизино») Дмитриевского уезда Курской губернии. Там Виельгорские прожили несколько лет и в 1823 году переехали в Москву. Лето они обычно проводили в своем рязанском имение Сенницы. В начале 1827 года Виельгорские вернулись в Петербург, после того, как император Николай I и его мать даровали им прощение.
Благодаря своим связям и в особенности личным качествам, супруги заняли очень видное положение не только в петербургском обществе, но и при дворе. Дом Виельгорских, на Михайловской площади известен был не только блестящими приемами графини Луизы Карловны, посещавшимися членами царской фамилии, но и собраниями, происходившими на половине графа, на которые сходились известные писатели, музыканты и художники, так и начинающие литераторы и журналисты (Глинка, Тургенев, Гоголь, зимой 1846 года бывал Ф. М. Достоевский).
Расположенная к Луизе Карловне графиня А. Д. Блудова, писала, что в 1829 году графиня Виельгорская была «очень хороша собою: живая, деятельная, умная и благоразумная, но с оттенком дидактическим или нравоучительным, как бывает большею частью с начальницами учебных заведений… она была приветлива и добра до бесконечности».
Долли Фикельмон признавалась, что графиня Луиза Карловна сразу же покорила её сердце, «поскольку в выражении её лица и речах не было и намека на слащавую куртуазию придворных». «Её главное очарование составляли глаза: красивого разреза, редкого цвета, искрящиеся умом, — вспоминала о матери графиня С. М. Соллогуб, — среднего роста, скорее крепкая, чем худощавая, она была необыкновенно легка и грациозна в движениях. У неё были длинные шелковистые каштановые волосы. Она носила их заплетенными в косу, обернутую вокруг головы и приколотую четырьмя большими золотыми шпильками. Выражение её лица могло быть очень суровым и холодным, хотя она была необыкновенно добра».
К. Ф. Головин отмечал, что «в обществе графиню недолюбливали, несмотря на тонкий ум и на высокую образованность. Слишком она уже была причудлива в своих отношениях к людям, то необыкновенно приветлива, то холодна и надменна… Был один кумир, которому в этом доме все поклонялись, кроме разве одной Луизы Карловны. Этот кумир — была музыка». Современники также отмечали, что графиню удивлял пёстрый состав посетителей, принимаемых на половине мужа. По свидетельству её зятя, писателя В. А. Соллогуба:
«Она была женщина гордости недоступной, странно как-то сочетавшейся с самым искренним христианским уничижением, — мне случалось, быть свидетелем выходок самого необычного высокомерия и вместе с тем присутствовать при сценах, в которых она являлась женщиной самой трогательной доброты.
Луиза Карловна страстно, до экзальтации, любила своих детей и никому не доверяла заботу о них. Она сама их кормила, что в то время не было принято, и не имела кормилиц, для помощи у неё была только няня. Старший сын графини, Иосиф Михайлович, воспитывался вместе с великим князем Александром Николаевичем. Его ранняя смерть от чахотки в 1838 году была страшным ударом для неё; в переписке Жуковского, близкого друга семьи Виельгорских, упоминается о её материнских страданиях, переносимых ею с истинно-христианским смирением.
Дочерей своих, несмотря на роскошь, их окружавшую, графиня Виельгорская и после выезда их в свет одевала так просто, что излишняя скромность их одежды обращала на себя даже внимание императрицы Александры Федоровны, но на замечания государыни графиня только низко приседала и не изменяла своих правил. Даже после выхода замуж старшие дочери продолжали жить со своими семействами в родительском доме, поэтому дом Виельгорских прозвали «ноев ковчег». В 1844 года Михаил Виельгорский с братом Матвеем стали владельцами дома на углу Итальянской улицы.
30 июня 1848 года Николай I, который всегда был весьма хорошего мнения о графине Луизе Карловне, пожаловал её в кавалерственные дамы ордена Св. Екатерины (малого креста). Скончалась она после тяжелой болезни в феврале 1853 года и была похоронена на кладбище Царскосельского костела.

## Дети
- Иосиф Михайлович (1817—1839), друг Гоголя, умер от чахотки в Риме.
- Аполлинария Михайловна (1818—1884), с 1843 года замужем за Алексеем Владимировичем Веневитиновым, братом поэта Д. В. Веневитинова.
- Софья Михайловна (1820—1878), с 1840 года замужем за писателем В. А. Соллогубом.
- Михаил Михайлович (1822—1855), с 1853 года именовался графом Виельгорским-Матюшкиным. Скончался от воспаления мозга в Симферополе[10].
- Анна Михайловна (1823—1861), с 1858 года жена князя Александра Ивановича Шаховского (1822—1891)[11].

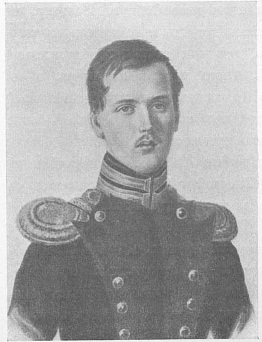
Иосиф
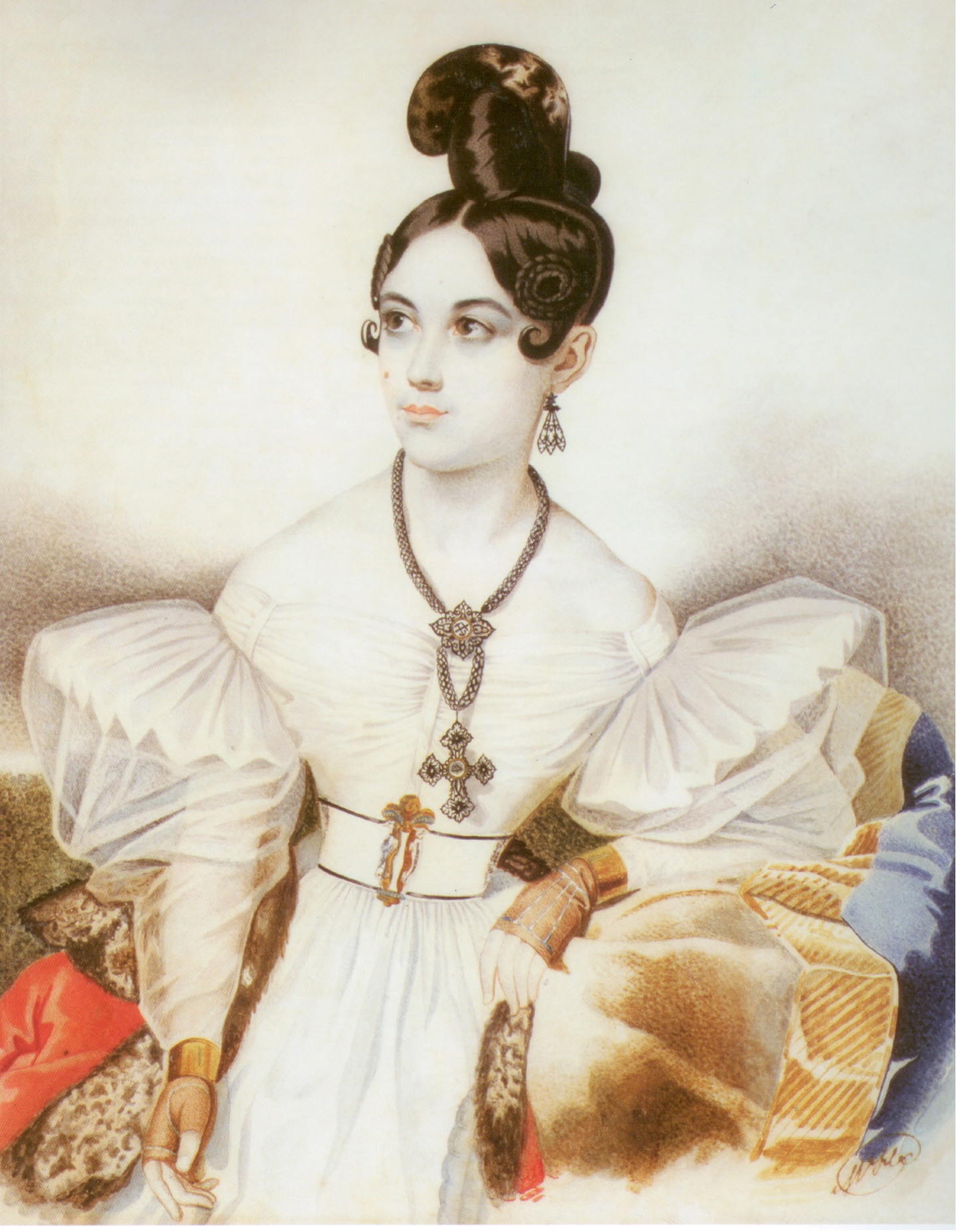
Аполлинария
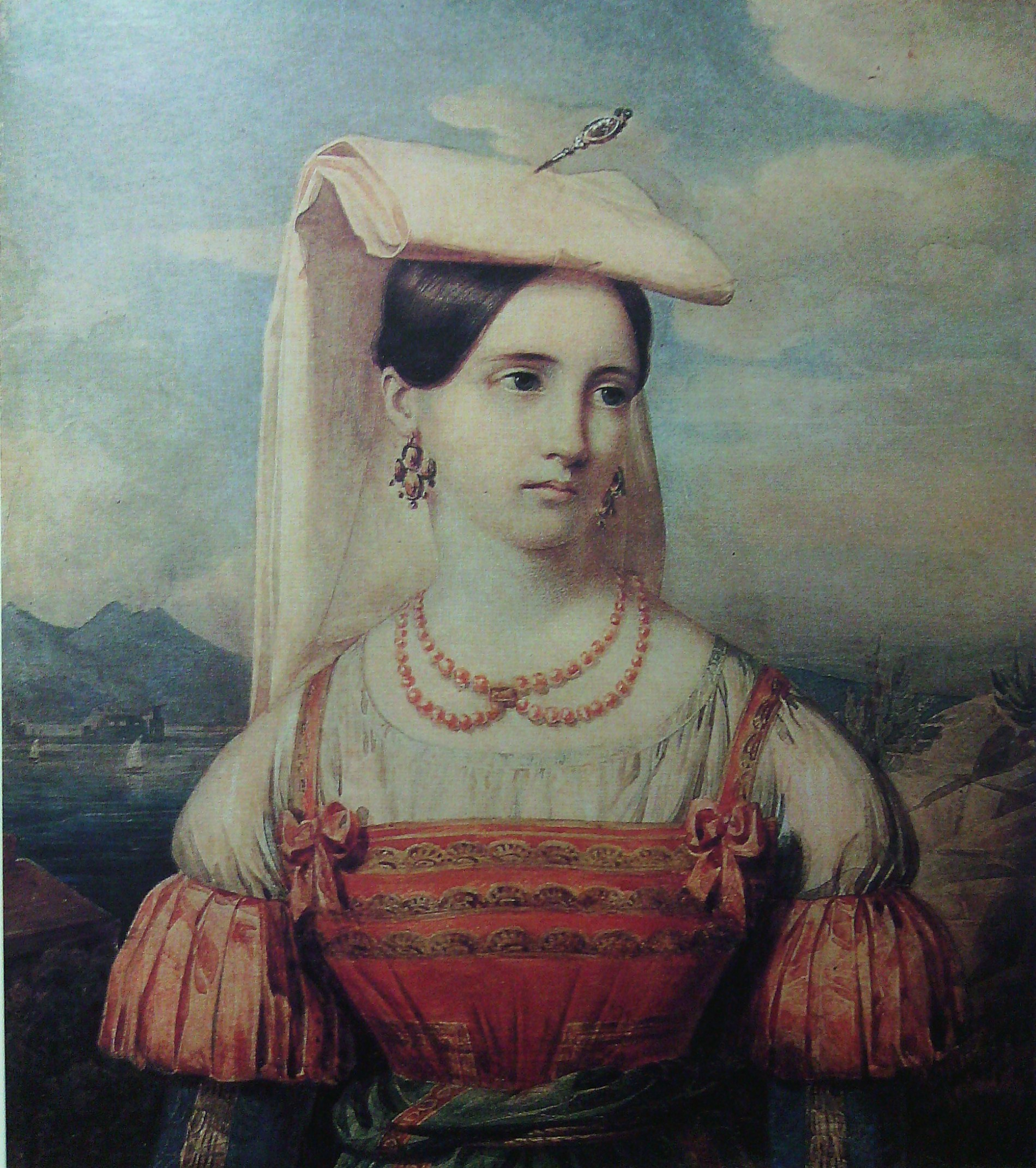
Софья
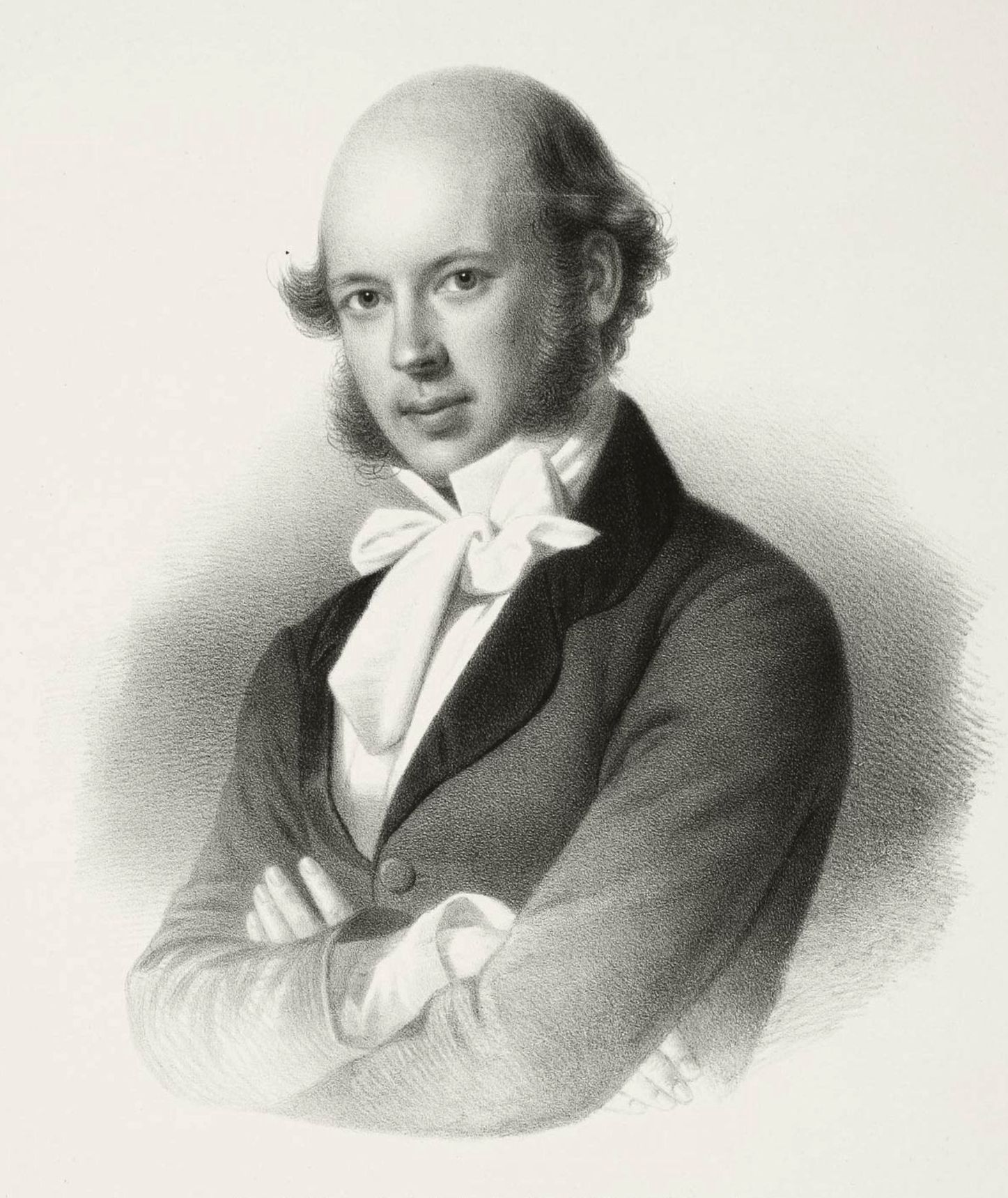
Михаил
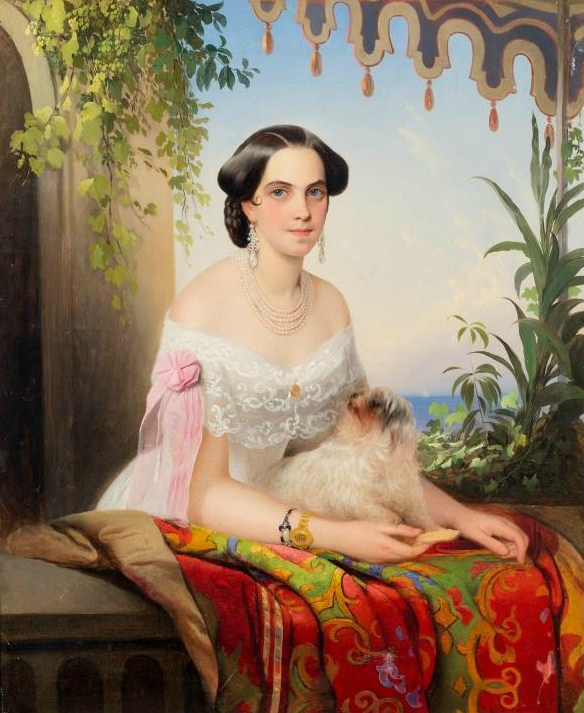
Анна